# Iheringichthys labrosus
Iheringichthys labrosus is een straalvinnige vissensoort uit de familie van de Pimelodidae. De wetenschappelijke naam van de soort werd in 1874 gepubliceerd door Christian Frederik Lütken.